# Walther Soyka
Walther Soyka (* 17. August 1926 in Wien; † 25. Juli 2006 in Bremen) war ein Publizist und Atomkraftgegner.

## Leben
Soyka wuchs als ältester Sohn des Diplomingenieurs und Schriftstellers Richard Soyka (1895–1975) in Wien auf. Laut eigenen Angaben legte er 1943 am Realgymnasium in Wien sein Abitur ab und wurde 1944 mit 17 Jahren zur Deutschen Wehrmacht zu einem Kriegseinsatz in Jugoslawien eingezogen. Soyka war Mitglied der Waffen-SS und KZ-Aufseher. Er arbeitete als Aufseher im Konzentrationslager Hallein bei Salzburg, einem Außenlager des KZ Dachau.
Nach dem Krieg (1939–1945) studierte Soyka in Wien bis zum 17. Oktober 1961 Politikwissenschaften. Später gab er als Abschluss „Staatswissenschaften“ (absolv. rer. pol.) an, weshalb er auch als „gelernter Staatswissenschaftler“ bezeichnet wurde.
Soyka war in erster Ehe mit Wilma Gertrud Soyka verheiratet. Beide hatten acht Kinder, darunter der Komponist Ulf-Diether Soyka und der Musiker Walther Soyka. In zweiter Ehe war er mit Nicoll de Bruin verheiratet. Aus dieser Ehe gingen fünf Kinder hervor.

## Wirken
Ende der 1960er/Anfang der 1970er Jahre beteiligte sich Soyka aktiv am Volksbegehren gegen Atomkraftwerke in Österreich, welches 1969 unter Führung seines Vaters Richard Soyka und des „Bundes für Volksgesundheit“ eingeleitet wurde. Er gründete 1970 eine „Gesellschaft für biologische Sicherheit“, mittels der er das Volksbegehren gegen das Kernkraftwerk Zwentendorf initiierte. In diesem Zusammenhang wurde er 1972 beim Baubewilligungsverfahren in Zwentendorf von Polizisten aus dem Saal entfernt, als er – mit den Vollmachten von Anrainern ausgestattet – gegen die Errichtung des Atomkraftwerks Einspruch erheben wollte.
Von 1972 bis 1981 war Soyka als Wissenschaftlicher Mitarbeiter an der Universität Bremen tätig. Er gehörte dort mit Jens Scheer, Inge Schmitz-Feuerhake und weiteren Physikern zum Projekt SAIU („Schadstoffbelastung am Arbeitsplatz und in der Industrieregion Unterweser“), das sich hauptsächlich mit den Risiken der Atomenergie befasste. Soyka hielt keine eigenen Lehrveranstaltungen ab, sondern war Mitglied der Arbeitsgruppe, die ein vonseiten der Atomindustrie verteiltes Reklameheft („Zum besseren Verständnis der Kernenergie – 66 Fragen - 66 Antworten“) analysierte. Die Ergebnisse wurden 1975 in einem Buch mit dem Titel „Zum richtigen Verständnis der Kernindustrie. 66 Erwiderungen“ veröffentlicht, das sich bei Umweltschützern schnell zu einem Standardwerk der Atomenergiekritik entwickelte.  Soyka gehörte während dieser Zeit in der Anti-Atom-Bewegung zu den führenden Köpfen. 1980 war er einer der prominentesten Bürger der Republik Freies Wendland. Robert Jungk war durch Soyka zum Gegner der sogenannten „friedlichen Nutzung“ von Atomspaltungstechnologie geworden.
Soyka gehörte zum Umfeld des rechtsextremen Bundes für Gotterkenntnis der Ludendorff-Bewegung. Im Februar 1976 gründete Soyka zusammen mit dem Rechtsextremisten und Ludendorffer Roland Bohlinger das „Institut für biologische Sicherheit“ in Bremen. Mitglied im Institut-Kuratorium waren Manfred Roeder und der Ludendorffer Propagandist Eberhard Engelhardt. Mittels des umstrittenen Instituts gelang den Ludendorffern, so Florian Mildenberger, zeitweise ein Einbruch in die deutsche und vor allem österreichische Ökologiebewegung.
So verbreiteten Soyka und Bohlinger 1978, dass in der Umgebung des Kernkraftwerks Lingen eine erhöhte Zahl von Leukämiefällen festzustellen sei, wie das Institut anhand von Befragungen ermittelt habe. Die Meldung wurde von der Deutschen Presse-Agentur aufgegriffen, woraufhin das Bundesinnenministerium und die niedersächsische Landesregierung die Zahlen als wissenschaftlich nicht zuverlässig bezeichneten. Einen wissenschaftlichen Nachweis für seine Behauptungen konnte Soyka nicht erbringen.
Soyka organisierte Tausende von Sammelklagen gegen Atomkraftwerke in der BRD, allerdings wurde ihm von verschiedenen Gerichten bescheinigt, er betreibe „die geschäftsmäßige Besorgung fremder Rechtsangelegenheiten (...) ohne im Besitz einer hierfür erforderlichen Erlaubnis der zuständigen Behörde zu sein“. Hunderte Atomkraftgegner, die ihm eine Vollmacht erteilt hatten, fühlten sich über die anfallenden Gerichtskosten unzureichend informiert, blieben auf ihren Kosten sitzen und entzogen ihm daraufhin das Vertrauen.
Soyka gab im Rahmen seines „Instituts für biologische Sicherheit“ zahlreiche Schriften heraus. Er kandidierte als Parteiloser auf der Liste der rechtsextremen Deutschen Volksunion zu den Bundestagswahlen 1998.